# Jairsinho Gonzales
Carlos Jairsinho Gonzales (Lima, Provincia de Lima, Perú, 20 de diciembre de 1989) es un futbolista peruano. Juega como extremo por ambas bandas y su equipo actual es Nuevo San Cristóbal de la Liga 3 de Perú. Es hijo del exfutbolista peruano Carlos "Mágico" Gonzales.

## Trayectoria
En el 2010 fue elegido como el mejor jugador de la Segunda División Peruana donde anotó 10 goles.
En el 2012 pasa a jugar al Inti Gas para jugar la Copa Sudamericana 2012, donde fue eliminado en la primera ronda por Millonarios FC. A final de año logra clasificar a la Copa Sudamericana 2013. Ese año anotó 2 goles.
En el 2020 descendió de categoría con Atlético Grau.

## Clubes
| Club                    | País    | Año         | Goles |
| ----------------------- | ------- | ----------- | ----- |
| Central Español         | Uruguay | 2009        | 1     |
| Hijos de Acosvinchos    | Perú    | 2010        | 10    |
| Alianza Lima            | Perú    | 2011        | 5     |
| Inti Gas                | Perú    | 2012-2014   | 10    |
| Sporting Cristal        | Perú    | 2015-2016   | 0     |
| Unión Comercio          | Perú    | 2016        | 0     |
| Ayacucho F.C.           | Perú    | 2017        | 0     |
| Sport Huancayo          | Perú    | 2018        | 1     |
| Pirata F. C.            | Perú    | 2019        |       |
| Real Sociedad de Chugay | Perú    | 2021        |       |
| Comerciantes Unidos     | Perú    | 2022        |       |
| Deportivo Coopsol       | Perú    | 2023        |       |
| ADA                     | Perú    | 2024        |       |
| Nuevo San Cristóbal     | Perú    | 2025 - Act. |       |

## Palmarés
| Título                        | Club             | País | Año  |
| ----------------------------- | ---------------- | ---- | ---- |
| Torneo de Promoción y Reserva | Alianza Lima     | Perú | 2011 |
| Torneo Apertura               | Sporting Cristal | Perú | 2015 |
| Supercopa Peruana             | Atlético Grau    | Perú | 2020 |